# 大社町 (西宮市)
座標: 北緯34度45分07.8秒 東経135度20分23.4秒 / 北緯34.752167度 東経135.339833度

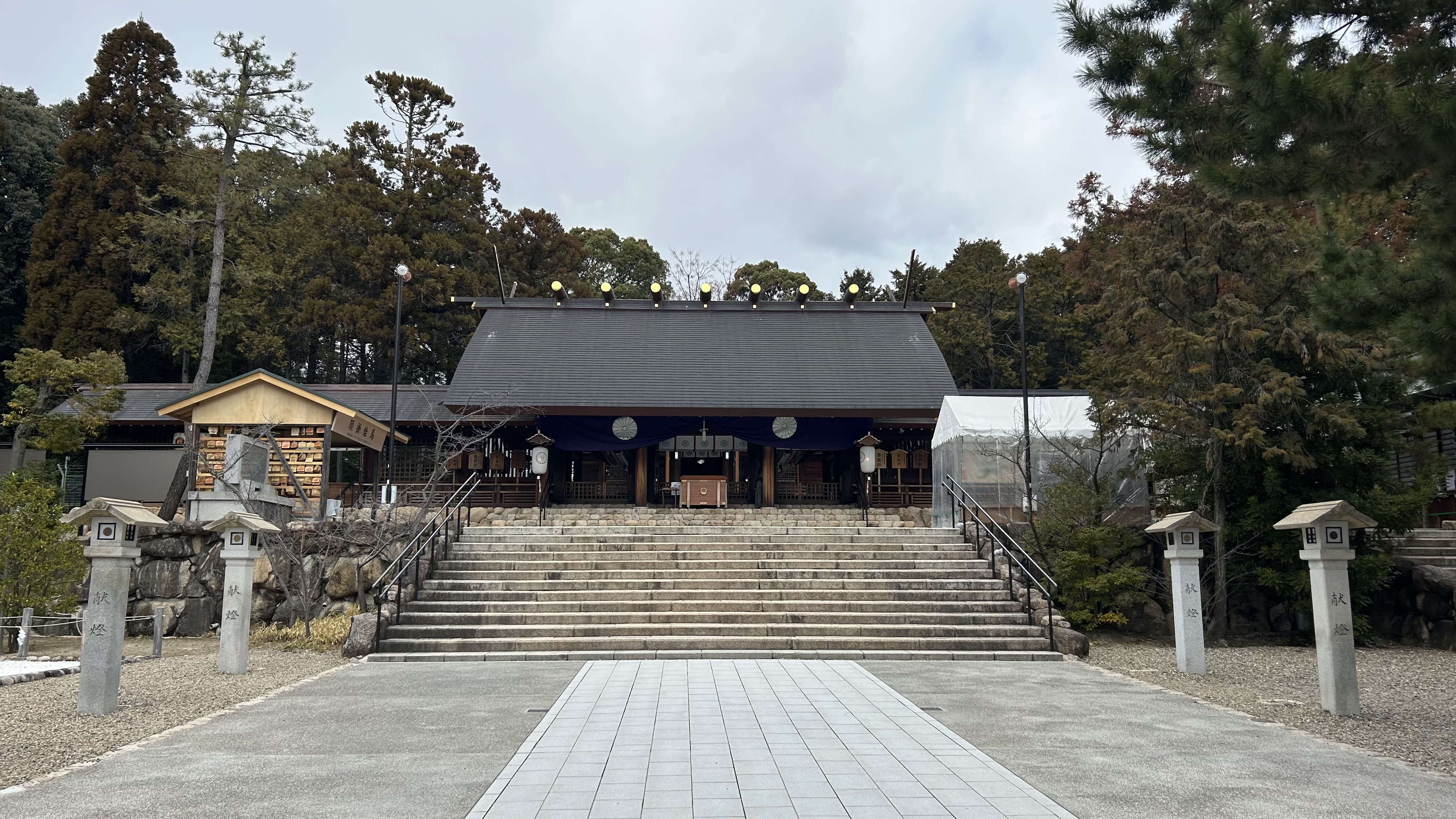
廣田神社

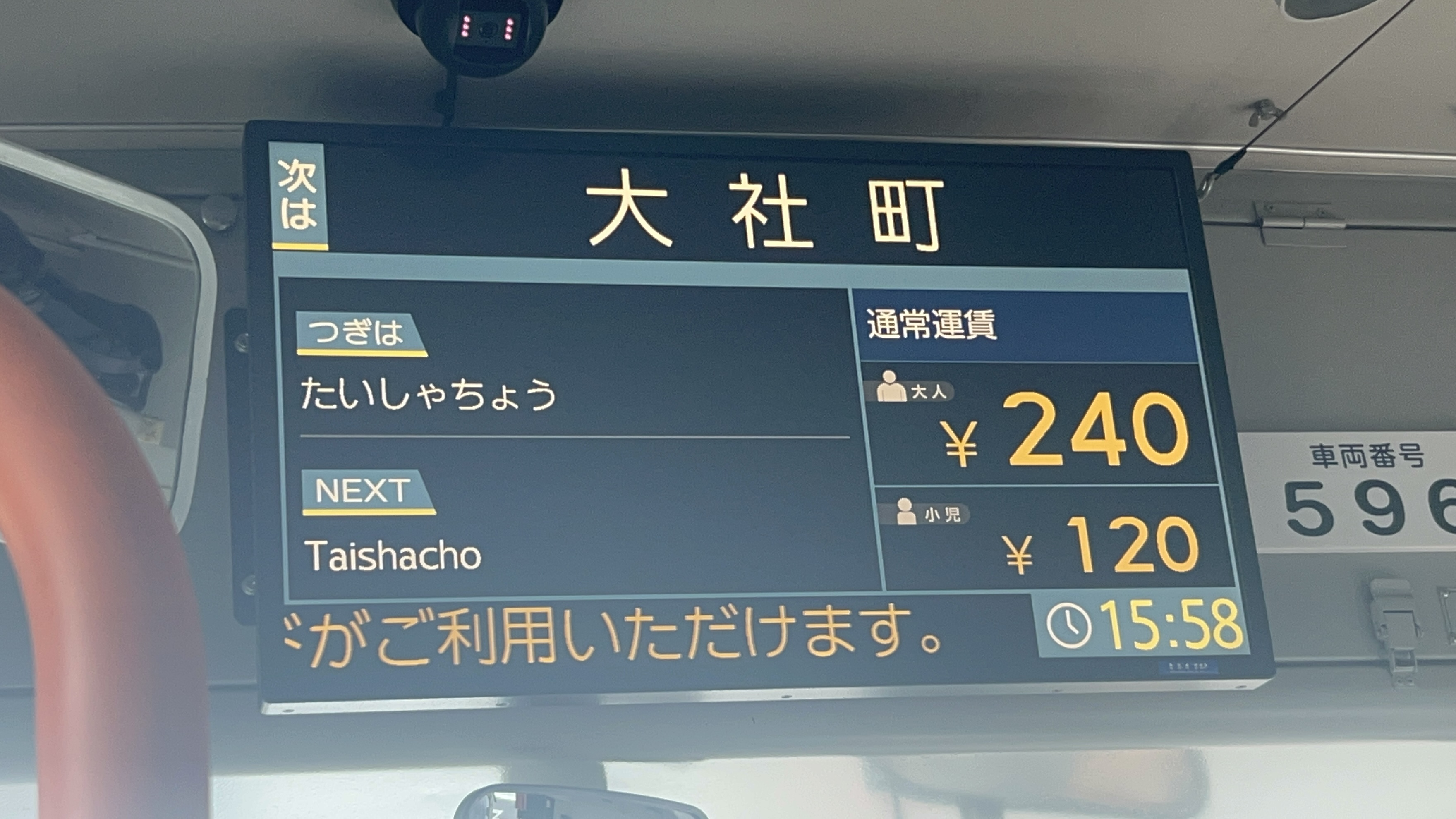
阪神バス大社町停留所案内

大社町（たいしゃちょう）は、兵庫県西宮市にある町丁。郵便番号は662-0867。

## 地理
東は高座町、西は奥畑、南は神垣町・柳本町、北は一ケ谷町と隣接している。

## 交通

### 鉄道
鉄道は走っていない

### バス

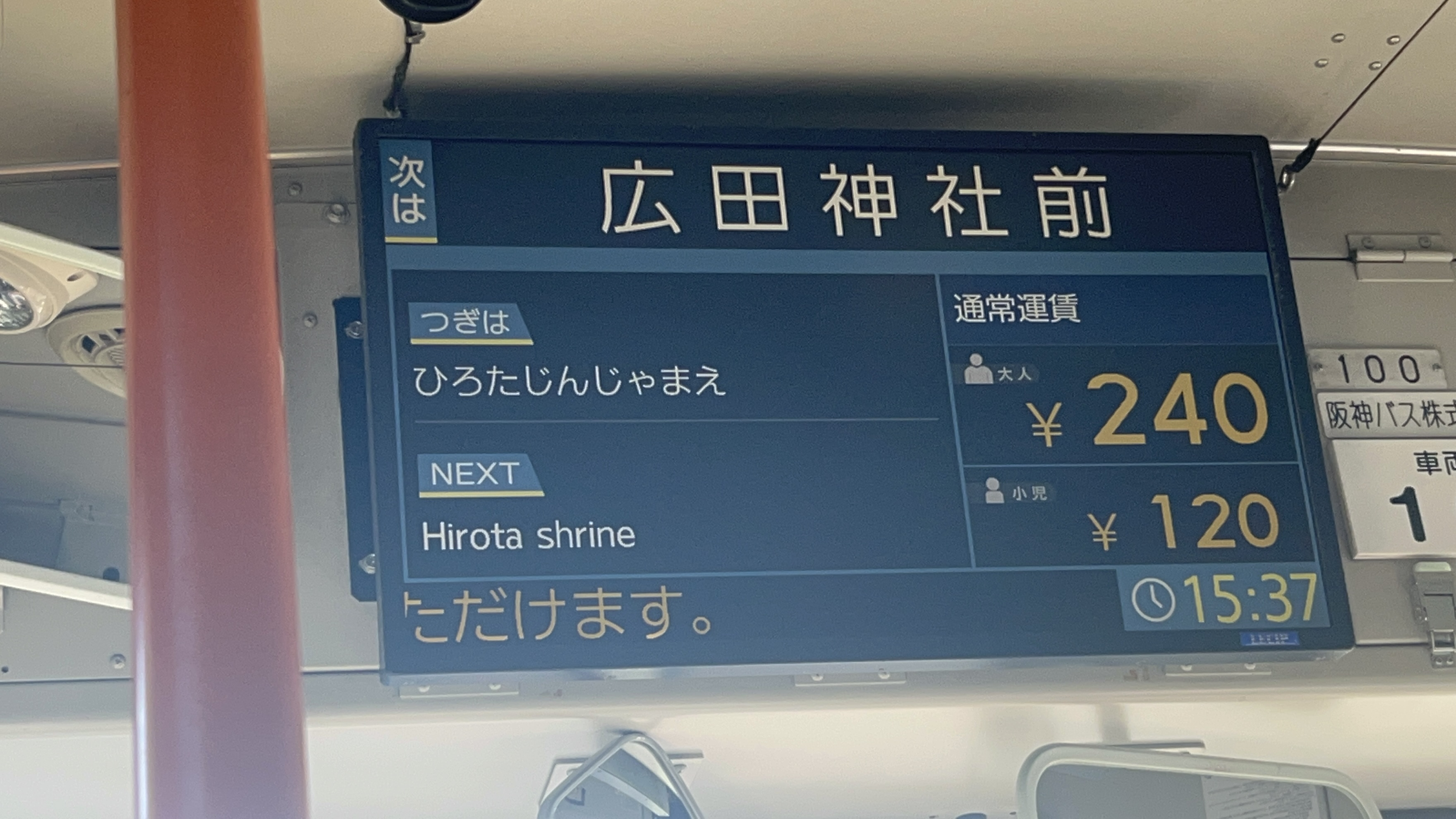
阪神バス広田神社前停留所案内

| 路線名     | 業者     | 起点         | 町内の停留所                          | 終点           |
| ---------- | -------- | ------------ | ------------------------------------- | -------------- |
| 西宮山手線 | 阪神バス | (環状)       | (中屋町)-広田神社前-大社町-(六軒町)   | (環状)         |
| 鷲林寺線   | 阪神バス | (環状)       | (中屋町)-広田神社前-大社町-(六軒町)   | (環状)         |
| 11         | 阪急バス | 阪急甲東園駅 | (一ケ谷町)-大社町-広田神社前-(中屋町) | 阪急西宮北口駅 |
| 12         | 阪急バス | 阪急甲東園駅 | (一ケ谷町)-大社町-広田神社前-(中屋町) | 阪急西宮北口駅 |

- 阪神バス広田神社前停留所案内

## 校区
出典:
| 番地 | 小学校     | 中学校       |
| ---- | ---------- | ------------ |
| 1    | 広田小学校 | 上ケ原中学校 |
| 2    | 広田小学校 | 上ケ原中学校 |
| 3    | 神原小学校 | 上ケ原中学校 |
| 4    | 神原小学校 | 上ケ原中学校 |
| 5    | 神原小学校 | 上ケ原中学校 |
| 6    | 神原小学校 | 上ケ原中学校 |
| 7    | 広田小学校 | 上ケ原中学校 |
| 8    | 広田小学校 | 上ケ原中学校 |
| 9    | 広田小学校 | 上ケ原中学校 |
| 10   | 広田小学校 | 上ケ原中学校 |
| 11   | 神原小学校 | 上ケ原中学校 |
| 12   | 神原小学校 | 上ケ原中学校 |
| 13   | 広田小学校 | 上ケ原中学校 |

## 施設

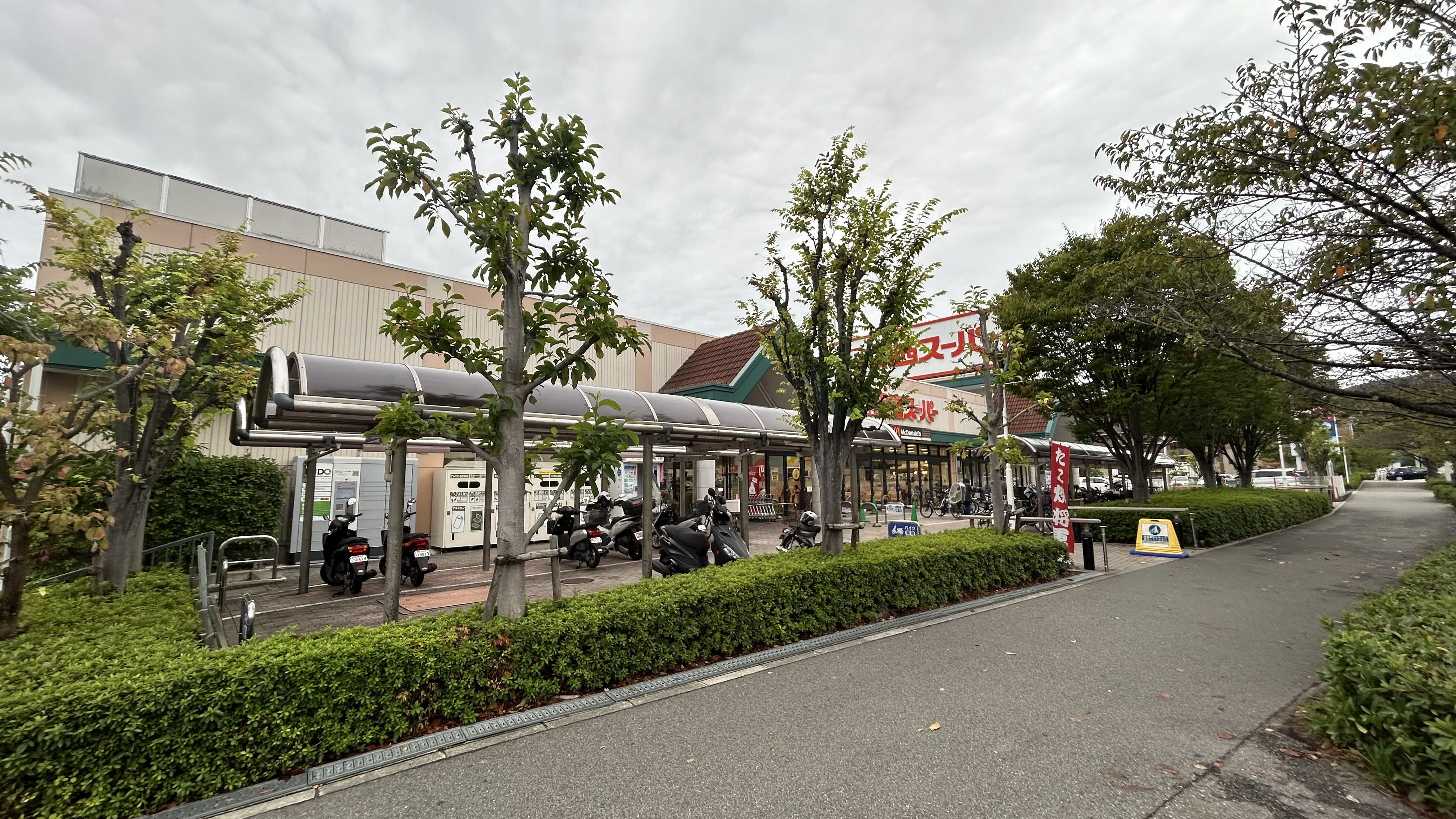
サニーサイド西宮大社店
- 広田山公園
- 廣田神社
- 広田山荘
- ロイヤルホームセンター西宮
- 関西スーパー大社店
  - マクドナルド大社関西スーパー店
- ヤマト運輸 西宮営業所

- 関西スーパー大社店